# Ängsbevattning

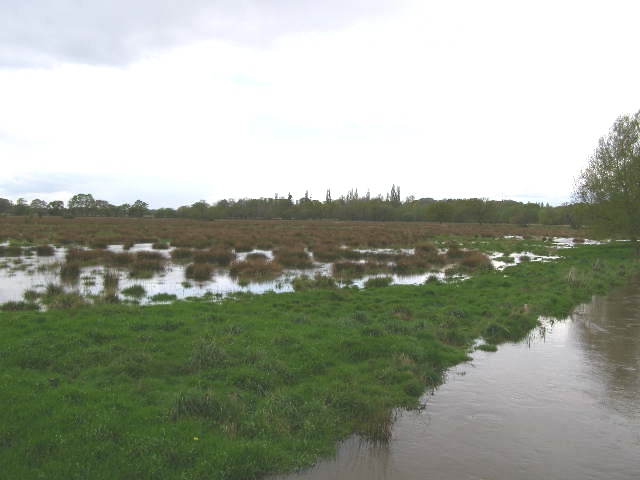
Ängsvattning

Ängsbevattning är en bevattningsform som förekom på översilningsängar under främst 1850-1930. Naturliga vattendrag dämdes periodvis upp och översvämmade översilningsängarna med syrerikt och växtnäringsrikt vatten. För att undvika syrebrist var det viktigt att dämningen togs bort i tid. Rätt skötta kunde ängsbevattnade arealer ge stora skördar (med 1800-talets ögon sett).
I Skåne förekom ängsbevattning eller ängavattning i stor omfattning på de stora godsen fram till 1940-talet. Genom att bygga system av fördämningar och kanaler i anslutning till större vattendrag ledde man ut det näringsrika åvattnet på omgivande ängsmarker för att förbättra gräsproduktionen till foder. Vattentillförseln reglerades genom lucksystem och ängarna kunde hållas omväxlande torra och blöta. Sammanlagt har det funnits 33 kända översilningssystem i Skåne, som omfattat minst 500 hektar. Ett av de största översilningssystemen i Skåne anlades vid Vombs ängar och var i bruk ända fram till 1946. På andra håll är delar av systemen bevarade, till exempel vid Björkaån där akvedukten och den nedlagda kanalen fortfarande finns kvar. Stora översilningssystem fanns även vid Övedskloster, Dybäck, Börringekloster och Hjularöd. Under perioden 1833 till 1911 bevattnades sammanlagt cirka 33 000 hektar äng i Skåne.
Vid Vressel finns rester av en akvedukt som använts i ängsvattningssystemet i Björka å.